# Quentin Pryor
Quentin Pryor (* 26. September 1983 in Eupora, Mississippi) ist ein ehemaliger US-amerikanischer Basketballspieler, der nach dem Studium in seinem Heimatland als Profi in Europa spielte. Auf vier Jahre in Deutschland folgten zwei in Österreich. Anschließend wurde Pryor mit Groningen niederländischer Meister und Pokalsieger.

## Karriere
Pryor wuchs in Memphis (Tennessee) auf und ging nach der High School auf das Holmes Community College in Goodman (Mississippi), wo er in der NJCAA für die Bulldogs spielte. Er kehrte jedoch bald nach Tennessee zurück und setzte sein Studium an der Jackson State Community College im gleichnamigen Ort fort, dessen Hochschulmannschaften Generals ebenfalls der NJCAA angehören. An der weiterführenden Morehead State University in Kentucky spielte er dann noch zwei Jahre von 2005 bis 2007 für die Hochschulmannschaft Eagles in der Ohio Valley Conference der NCAA Division I.
Nach Studienende wurde Pryor 2007 Profi und unterschrieb bei Schalke 04 in der zweiten deutschen Liga ProA einen Vertrag. Nach einer Saison wechselte er zum westfälischen Reviernachbarn und Ligakonkurrenten Phoenix Hagen. Mit Hagen belegte er in der ProA-Spielzeit 2008/09 den zweiten Platz und stieg in die Basketball-Bundesliga auf, während sein ehemaliger Verein Schalke abstieg und sich in die Regionalliga zurückzog. In der ersten Liga konnten sich die Hagener auch mit Pryors Hilfe festsetzen. Nach zwei Spielzeiten in der höchsten deutschen Spielklasse wechselte Pryor 2011 in die höchste österreichische Spielklasse, wo er den WBC Raiffeisen Wels verstärkte. Nach einer Saison wechselte er zum Ligakonkurrenten Kapfenberg Bulls.
2013/14 stand Pryor bei den GasTerra Flames in Groningen unter Vertrag und gewann mit der Mannschaft 2014 die niederländische Meisterschaft sowie den Pokalwettbewerb. Im August 2014 wechselte der US-Amerikaner zu AEK Larnaka nach Zypern.
Pryor wurde in Louisville im US-Bundesstaat Kentucky Assistenztrainer an der Saint Xavier High School und später in derselben Stadt Trainer an der duPont Manual High School. Als Lehrer wurde er ebenfalls in Louisville an der Westport Middle School tätig.